# Aeolochroma prasina
Aeolochroma prasina là một loài bướm đêm trong họ Geometridae.